# Ngozi Okonjo-Iweala
Ngozi Okonjo-Iweala (/əŋˈɡoʊzi əˈkoʊndʒoʊ ɪˈweɪlə/; sinh ngày 13 tháng 6 năm 1954), người Mỹ gốc Nigeria, là chuyên gia kinh tế và một chuyên gia phát triển. Bà là thành viên hội đồng quản trị của Ngân hàng Standard Chartered, Twitter, Liên minh Toàn cầu về Vắc xin và Tiêm chủng, và tổ chức Năng lực Rủi ro Châu Phi (ARC). Vào ngày 15 tháng 2 năm 2021, bà được bổ nhiệm làm Tổng giám đốc của Tổ chức Thương mại Thế giới. Nhiệm kỳ của bà sẽ bắt đầu vào ngày 1 tháng 3 năm 2021, bà trở thành người phụ nữ đầu tiên và người châu Phi đầu tiên giữ chức vụ này.
Trước đó, Okonjo-Iweala đã có kinh nghiệm 25 năm làm việc tại Ngân hàng Thế giới với vai trò là nhà kinh tế phát triển, thăng bậc lên chức vụ cao thứ hai là giám đốc điều hành, hoạt động từ 2007 đến 2011. Bà cũng từng đảm nhiệm hai nhiệm kỳ bộ trưởng tài chính Nigeria (2003–2006, 2011–2015) dưới thời Tổng thống Olusegun Obasanjo và Tổng thống Goodluck Jonathan sau đó. Bà là người phụ nữ đầu tiên giữ chức bộ trưởng tài chính của đất nước bà, người phụ nữ đầu tiên phục vụ trong chức vụ đó hai lần và là bộ trưởng tài chính duy nhất từng phục vụ qua hai đời tổng thống. Năm 2005, Euromoney vinh danh bà là Bộ trưởng Tài chính toàn cầu của năm.

## Đầu đời và học vấn
Okonjo-Iweala đến từ Ogwashi-Ukwu, tiểu bang Delta, nơi cha bà, giáo Sư Chukwuka Okonjo, là vua (Eze) của hoàng tộc Obahai.
Okonjo-Iweala học tại trường Queen (Queen's School) ở Enugu, trường St. Anne's, Molete, Trường Quốc tế Ibadan và Đại học Harvard, tốt nghiệp thủ khoa ngành Kinh tế năm 1976. Bà đạt học vị Tiến sĩ tại Viện Công nghệ Massachusetts (MIT) vào năm 1981 với luận văn Chính sách tín dụng, thị trường tài chính nông thôn, và sự phát triển nông nghiệp của Nigeria. Bà nhận học bổng tiến sĩ từ American Association of University Women (AAUW).

## Sự nghiệp

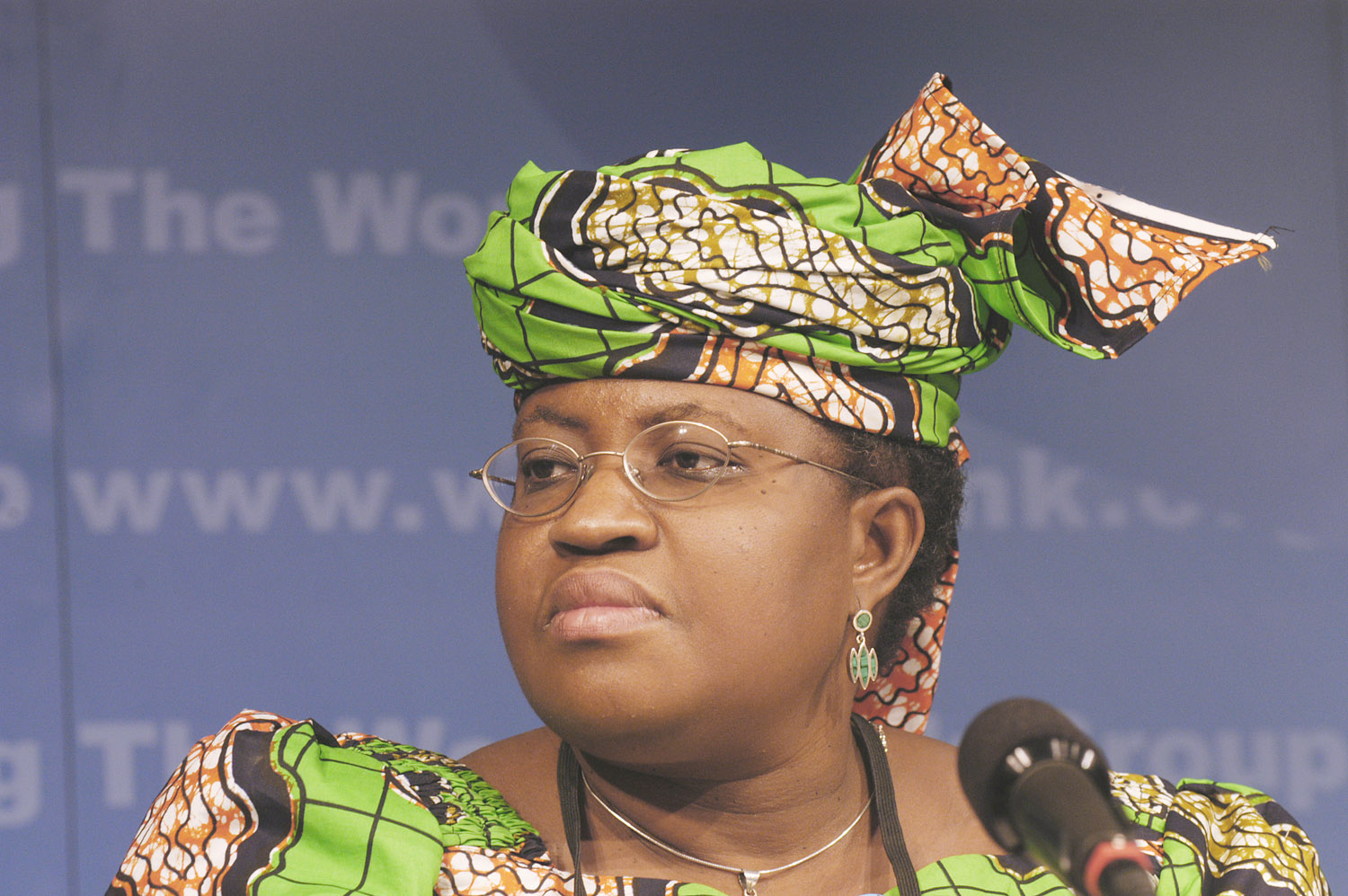
Ngozi Okonjo-Iweala tại Hội nghị Mùa Xuân 2004 của Quỹ Tiền tệ Quốc tế và Nhóm Ngân hàng Thế giới.

### Sự nghiệp tại Ngân hàng Thế giới
Okonjo-Iweala đã có kinh nghiệm 25 năm làm việc tại Ngân hàng Thế giới ở Washington DC với vai trò là chuyên gia kinh tế và phát triển, đã thăng lên chức vụ cao thứ hai là Giám đốc điều hành. Với tư cách là Giám đốc điều hành, bà chịu trách nhiệm giám sát đối với danh mục hoạt động trị giá 81 tỷ đô la của Ngân hàng Thế giới tại Châu Phi, Nam Á, Châu Âu và Trung Á. Okonjo-Iweala dẫn đầu một số sáng kiến của Ngân hàng Thế giới nhằm hỗ trợ các nước có thu nhập thấp trong cuộc khủng hoảng lương thực 2008–2009 và trong cuộc khủng hoảng tài chính sau đó. Năm 2010, bà được bổ nhiệm thành Chủ tịch IDA, tiếp tục công việc của Ngân hàng Thế giới trong việc huy động 49,3 tỷ đô la tài trợ và tín dụng lãi suất thấp cho các nước nghèo nhất trên thế giới. Trong thời gian làm việc tại Ngân hàng Thế giới, bà cũng là thành viên của Ủy ban Hợp tác Phát triển Hiệu quả với Châu Phi do Thủ tướng Đan Mạch Anders Fogh Rasmussen thành lập và đã chủ trì các cuộc họp từ tháng 4 đến tháng 10 năm 2008.

### Sự nghiệp trong chính phủ
Okonjo-Iweala từng hai lần giữ chức Bộ trưởng Tài chính Nigeria đồng thời là Bộ trưởng Bộ Ngoại giao. Bà là người phụ nữ đầu tiên giữ cả hai chức vụ. Trong nhiệm kỳ Bộ trưởng Bộ Tài chính đầu tiên dưới thời chính quyền của Tổng thống Olusegun Obasanjo, bà đã dẫn đầu các cuộc đàm phán với Paris Club nhằm xóa sạch khoản nợ 30 tỷ USD của Nigeria, trong đó là việc hủy bỏ hoàn toàn khoản nợ 18 tỷ USD. Năm 2003, bà đã dẫn đầu cho các nỗ lực cải thiện quản lý kinh tế vĩ mô của Nigeria trong đó thực hiện quy tắc tài khóa dựa trên giá dầu. Doanh thu tích lũy dựa trên giá dầu chuẩn tham chiếu được để dành vào một tài khoản đặc biệt gọi là "Tài khoản Thô thừa", từ đó giúp giảm bớt sự biến động kinh tế vĩ mô.
Bà cũng tạo ra thông lệ công bố phân bổ tài chính hàng tháng của từng bang từ Chính phủ Liên bang Nigeria trên báo. Hành động này nhằm tăng cường tính minh bạch trong quản trị. Với sự hỗ trợ của Ngân hàng Thế giới và IMF đối với Chính phủ Liên bang, bà đã giúp xây dựng một nền tảng quản lý tài chính điện tử — Hệ thống Thông tin và Quản lý Tài chính Tích hợp của Chính phủ (GIFMIS), bao gồm Tài khoản Kho bạc (TSA) và Hệ thống Thông tin Nhân sự và Biên chế Tích hợp (IPPIS), giúp hạn chế tham nhũng trong quá trình này. Vào ngày 31 tháng 12 năm 2014, IPPIS đã loại bỏ 62.893 nhân viên ma khỏi hệ thống và tiết kiệm cho chính phủ khoảng 1,25 tỷ đô la.
Okonjo-Iweala cũng giúp Nigeria có được xếp hạng tín dụng quốc gia đầu tiên (của khấu trừ BB) từ Fitch Ratings và Standard & Poor's vào năm 2006.
Sau nhiệm kỳ đầu tiên nắm cương vị Bộ trưởng Bộ Tài chính, bà đã giữ chức Bộ trưởng Bộ Ngoại giao hai tháng vào năm 2006. Bà trở lại Ngân hàng Thế giới với tư cách là Giám đốc điều hành vào tháng 12 năm 2007.
Năm 2011, Okonjo-Iweala được Tổng thống Goodluck Jonathan bổ nhiệm lại làm Bộ trưởng Bộ Tài chính Nigeria với vai trò mở rộng là Bộ trưởng Điều phối Kinh tế. Di sản mà bà để lại là việc củng cố hệ thống tài chính công của đất nước và thành tựu kích thích lĩnh vực nhà ở với việc thành lập Công ty cho vay thế chấp (NMRC). Bà cũng thúc đẩy quyền phụ nữ và thanh niên với Chương trình Trẻ em gái và Phụ nữ gia tăng ở Nigeria (GWIN); một hệ thống lập ngân sách bình quyền giới, và chương trình Doanh nghiệp Thanh niên Đổi mới (YouWIN) được đánh giá cao; để hỗ trợ các doanh nhân, qua đó tạo ra hàng nghìn việc làm. Là một phần của chính phủ Goodluck Jonathan, bà nhận được những lời đe dọa giết chết và phải chịu đựng lời đe dọa bắt cóc mẹ mình.
Chương trình của bà đã được Ngân hàng Thế giới đánh giá là một trong những chương trình hiệu quả nhất trên toàn cầu. Dưới sự lãnh đạo của bà, Cục Thống kê Quốc gia đã thực hiện cuộc điều tra lại Tổng sản phẩm quốc nội (GDP), lần đầu tiên trong vòng 24 năm, chứng kiến Nigeria nổi lên là nền kinh tế lớn nhất ở châu Phi. Bà tỏ ra rất nhiệt tình với chính sách loại bỏ trợ cấp nhiên liệu của chính phủ, một hành động dẫn đến các cuộc biểu tình vào tháng 1 năm 2012. Vào tháng 5 năm 2016, chính quyền mới cuối cùng đã loại bỏ trợ cấp nhiên liệu sau khi nhận thấy rõ ràng rằng nó không bền vững và không hiệu quả.
Ngoài vai trò trong chính phủ của đất nước, Okonjo-Iweala còn phục vụ trong Ủy ban Tăng trưởng (2006–2009) do Giáo sư Michael Spence, người đoạt giải Nobel, dẫn đầu và đó cũng là Ủy ban cấp cao của Tổng thư ký Liên hợp quốc về Chương trình phát triển sau năm 2015 (2012–2013). Bà cũng đồng chủ trì Đối tác Toàn cầu về Hợp tác Phát triển Hiệu quả. Năm 2012, bà là ứng cử viên Chủ tịch Ngân hàng Thế giới, tranh cử với Chủ tịch Jim Yong Kim của Đại học Dartmouth; nếu được bầu, bà sẽ trở thành nữ chủ tịch đầu tiên của tổ chức này.

### Sự nghiệp tiếp theo
Sau khi rời chính phủ, Okonjo-Iweala là thành viên của Ủy ban Quốc tế về Tài trợ cho Cơ hội Giáo dục Toàn cầu (2015–2016), dưới sự chủ trì của Gordon Brown và Nhóm Người nổi bật về Quản trị Tài chính Toàn cầu, được thành lập bởi các Bộ trưởng Tài chính G20 và Thống đốc Ngân hàng Trung ương (2017–2018). Từ năm 2014, bà là đồng chủ tịch Ủy ban Kinh tế và Khí hậu Toàn cầu, cùng với Nicholas Stern và Paul Polman. Vào tháng 1 năm 2016, bà được bổ nhiệm làm Chủ tịch Hội đồng quản trị Gavi.
Okonjo-Iweala là người sáng lập tổ chức nghiên cứu ý kiến bản địa đầu tiên của Nigeria, NOI-Polls. Bà thành lập Trung tâm Nghiên cứu các nền kinh tế châu Phi (C-SEA), một tổ chức nghiên cứu phát triển có trụ sở tại Abuja, và là một quan sát viên xuất sắc tại Trung tâm Phát triển Toàn cầu và Viện Brookings.
Kể từ năm 2019, Okonjo-Iweala tham gia vào Ủy ban Quốc tế về Giáo dục Tương lai của UNESCO, do Sahle-Work Zewde làm chủ tịch. Cũng kể từ năm 2019, bà phục vụ trong Hội đồng Cấp cao về Lãnh đạo & Quản lý để Phát triển của Đối tác Quản lý Aspen về Y tế (AMP Health). Vào năm 2020, Giám đốc điều hành của Quỹ Tiền tệ Quốc tế là Kristalina Georgieva đã bổ nhiệm bà vào một nhóm cố vấn vòng ngoài để đóng góp ý kiến về các thách thức của chính sách. Trong năm 2020, bà được Liên minh Châu Phi bổ nhiệm làm đặc phái viên nhằm kêu gọi sự hỗ trợ quốc tế để giúp châu lục này đối phó với tác động kinh tế của đại dịch COVID-19.
Vào tháng 6 năm 2020, Tổng thống Nigeria Muhammadu Buhari đã đề cử Okonjo-Iweala vào vị trí Tổng giám đốc của Tổ chức Thương mại Thế giới (WTO). Bà tiến vào vòng cuối cùng của cuộc bầu cử, cạnh tranh với Yoo Myung-hee. Trước cuộc bỏ phiếu, bà đã nhận được sự ủng hộ của Liên minh Châu Âu cho việc ứng cử của mình. Vào tháng 10 năm 2020, chính phủ Hoa Kỳ cho biết họ sẽ không ủng hộ việc ứng cử của Okonjo-Iweala. WTO ghi trong báo cáo chính thức của họ, cho biết Okonjo-Iweala "rõ ràng đã nhận được sự ủng hộ lớn nhất của các Thành viên trong vòng chung kết; và nhận được sự ủng hộ rộng rãi của các Thành viên từ mọi cấp phát triển, từ mọi vùng địa lý và đã nhận được như thế trong suốt quá trình ứng cử". Vào ngày 5 tháng 2 năm 2021, Yoo Myung-hee tuyên bố rút khỏi cuộc tranh cử, trong "sự tham vấn chặt chẽ với Hoa Kỳ". Theo một tuyên bố từ Đại diện Thương mại Hoa Kỳ, cho biết "Hoa Kỳ ghi nhận quyết định hôm nay của Bộ trưởng Thương mại Hàn Quốc Yoo Myung-hee rút lại ứng cử Tổng giám đốc Tổ chức Thương mại Thế giới (WTO). Chính quyền Biden-Harris vô cùng vui mừng bày tỏ sự ủng hộ mạnh mẽ của họ đối với Tiến sĩ Ngozi Okonjo-Iweala trở thành Tổng giám đốc tiếp theo của WTO". Okonjo-Iweala được nhất trí bổ nhiệm làm tổng giám đốc tiếp theo vào ngày 15 tháng 2.
Vào đầu năm 2021, Okonjo-Iweala được bổ nhiệm làm đồng chủ tịch, cùng với Tharman Shanmugaratnam và Lawrence Summers của Ủy ban độc lập cấp cao (HLIP) về việc tài trợ cho các cộng đồng toàn cầu nhằm chuẩn bị và ứng phó với đại dịch, vốn đã được G20 thành lập.

## Đời sống cá nhân
Bà đã kết hôn với Ikemba Iweala, một bác sĩ phẫu thuật thần kinh ở Umuahia, Abia State, Nigeria. Họ có bốn người con, bao gồm tác gia Uzodinma Iweala.
Trong chiến dịch tranh cử chức vụ Tổng giám đốc kế nhiệm của WTO, Okonjo-Iweala đã trở thành công dân Hoa Kỳ vào năm 2019 sau thời gian dài làm việc và học tập ở đó. Với tình hình căng thẳng thương mại đang diễn ra giữa Trung Quốc và Hoa Kỳ, các nhà phân tích nhận xét thái độ của Trung Quốc đối với bà đang dần định hình.

## Các hoạt động khác

### Cơ quan chính phủ
- Cơ quan Hợp tác Quốc tế Nhật Bản (JICA), Thành viên Ban Cố vấn Quốc tế (từ năm 2017)[59]

### Các tổ chức quốc tế
- Ngân hàng Đầu tư Cơ sở Hạ tầng Châu Á (AIIB), Thành viên Ban Cố vấn Quốc tế (từ năm 2016)[60]
- GAVI, Chủ tịch Hội đồng Quản trị (từ năm 2016)[30]
- Thanh tra thuế không biên giới OECD/UNDP (TIWB), Thành viên của Hội đồng này[61]
- Ngân hàng Phát triển Châu Phi (AfDB), Thành viên cũ của Hội đồng Thống đốc (2003–2006, 2011–2015) (2003–2006, 2011–2015)[62]
- Quỹ Tiền tệ Quốc tế (IMF), Thành viên của Ủy ban Tài chính và Tiền tệ Quốc tế (2003–2006, 2011–2015)[63]
- Ủy ban phát triển chung của Ngân hàng Thế giới-IMF, Chủ tịch[64]

### Công ty
- Danone, Thành viên của Ủy ban Sứ mệnh (từ năm 2020)[65][66]
- Twitter, Thành viên Hội đồng quản trị (từ năm 2018)[67][68]
- Standard Chartered, Thành viên Hội đồng Quản trị Độc lập không điều hành (từ năm 2017)[69]
- Lazard, Cố vấn cấp cao (từ năm 2015)[70]

### Tổ chức phi lợi nhuận
- Carnegie Endowment for International Peace, Thành viên Ban Quản trị (từ năm 2019)[71]
- Diễn đàn Kinh tế Mới Bloomberg, Thành viên Ban Cố vấn (từ năm 2018)[72]
- Results for Development (R4D), Thành viên Hội đồng quản trị (từ năm 2014)[73][74]
- Women's World Banking, Thành viên của Hội đồng Tư vấn Châu Phi (từ năm 2014)[75]
- The B Team, Thành viên (từ năm 2013)[76][77]
- Những người bạn của Quỹ Toàn cầu Châu Phi, Thành viên của Hội đồng quản trị (từ năm 2007)[78]
- Tổ chức Toàn vẹn Tài chính Toàn cầu (GFI), Thành viên Ban Cố vấn (từ năm 2007)[79]
- Tổ chức Năng lực Rủi ro Châu Phi, Chủ tịch Hội đồng quản trị[80]
- Đại học Khoa học và Công nghệ Châu Phi, Chủ tịch Hội đồng quản trị[70]
- Viện Phụ nữ, Hòa bình và An ninh Georgetown, Thành viên Ban Cố vấn[81]
- Liên minh Kinh doanh Toàn cầu về Giáo dục, Thành viên Ban Cố vấn[82]
- Mandela Institute for Development Studies (MINDS), Thành viên Ban Cố vấn[83]
- Mercy Corps, Thành viên của Hội đồng Lãnh đạo Toàn cầu[84]
- Quỹ Rockefeller, Thành viên Hội đồng Quản trị (2008–2018)[85][86]
- Viện Nelson Mandela, Chủ tịch Hội đồng quản trị[87]
- One Campaign, Thành viên Hội đồng Quản trị[88]
- Oxford Martin School, Thành viên Hội đồng Cố vấn[89]
- Vital Voices, Thành viên của Hội đồng Cố vấn Toàn cầu[90]
- Diễn đàn Kinh tế Thế giới Tổ chức các nhà lãnh đạo trẻ toàn cầu, Thành viên Hội đồng[86]

## Công nhận

### Giải thưởng
Okonjo-Iweala đã nhận được nhiều sự công nhận và giải thưởng trên khắp thế giới. Bà được liệt kê là một trong 50 nhà lãnh đạo vĩ đại nhất thế giới (Fortune, 2015), Top 100 người có ảnh hưởng nhất trên thế giới (TIME, 2014), Top 100 nhà tư tưởng toàn cầu (Foreign Policy, 2011 và 2012), Top 100 người phụ nữ quyền lực nhất thế giới (Forbes, 2011, 2012, 2013 và 2014), Top 3 phụ nữ quyền lực nhất châu Phi (Forbes, 2012), Top 10 phụ nữ có ảnh hưởng nhất ở Châu Phi (Forbes, 2011), Top 100 Phụ nữ Thế giới (The Guardian, 2011), Top 150 Phụ nữ Thế giới (Newsweek, 2011), Top 100 người truyền cảm hứng nhất trên thế giới trao đến cho trẻ em gái và phụ nữ (Women Deliver, 2011). Bà được Condé Nast International xếp vào danh sách 73 người "sáng giá" có ảnh hưởng kinh doanh thế giới.
Năm 2019, Okonjo-Iweala được bầu vào Viện Hàn lâm Khoa học và Nghệ thuật Hoa Kỳ. Bà được phong tặng Danh hiệu Quốc gia cao quý từ Cộng hòa Côte d'Ivoire và Cộng hòa Liberia. Bà cũng là người được chức Tư lệnh Cộng hòa Liên bang Nigeria (CFR). Các danh hiệu khác bao gồm:
- 2020 - Người Châu Phi của năm, Forbes Africa[97]
- 2017 - Giải thưởng Vanguard, Đại học Howard[98]
- 2017 - Giải thưởng trao quyền kinh tế cho phụ nữ, WEConnect International[99]
- 2017 - Giải thưởng Phát triển Toàn cầu Madeleine K. Albright, Viện Aspen[100]
- 2016 - Giải thưởng Quyền lực với Mục đích, Mạng Truyền thông Phát triển Devex[101]
- 2016 - Giải thưởng Công bằng Toàn cầu, Sáng kiến Công bằng Toàn cầu[102]
- 2014 - Giải thưởng Cầu nối Lãnh đạo của David Rockefeller[103]
- 2011 - Huân chương Vàng của Tổng thống Cộng hòa Ý, Pia Manzu Centre[99]
- 2011 - Giải thưởng Lãnh đạo Toàn cầu, Hội đồng Chicago về Các vấn đề Toàn cầu[104]
- 2010 - Giải thưởng Lãnh đạo Toàn cầu, Trường Các vấn đề Công và Quốc tế thuộc Đại học Columbia[105]
- 2010 - Giải thưởng Dịch vụ Nhân đạo Xuất sắc của Giám mục John T. Walker[106]
- 2004 - Giải thưởng Anh hùng Châu Âu của TIME[107]
- 2004 - Bộ trưởng Tài chính của năm, Africa Investor Magazine[108]
- 2005 - Bộ trưởng Tài chính Châu Phi và Trung Đông của năm, The Banker[85]
- 2005 - Bộ trưởng Tài chính Toàn cầu của năm, Euromoney[109]
- 2005 - Bộ trưởng Tài chính Châu Phi và Trung Đông của năm, Emerging Markets Magazine[99]

### Bằng danh dự
Okonjo-Iweala đã nhận được bằng danh dự từ 14 trường đại học trên toàn thế giới, bao gồm các trường cao đẳng danh tiếng nhất:
- Đại học Pennsylvania (2013)[110]
- Đại học Yale (2015)[111]
- Cao đẳng Amherst (2009)[112]
- Cao đẳng Trinity, Dublin (2007)[113]
- Đại học Brown (2006),[114]
- Cao đẳng Colby (2007)[115]
- Đại học Bắc Caribe, Jamaica[116]

Bà cũng đã nhận được bằng cấp từ một loạt các trường đại học Nigeria bao gồm Đại học Bang Abia, Đại học Bang Delta, Abraka, Đại học Oduduwa, Đại học Babcock và các trường Đại học Port Harcourt, Calabar và Ife (đại học Obafemi Awolowo). Năm 2019, Okonjo Iweala được Đại học Tel Aviv trao bằng danh dự.

## Hoạt động

### Sách
- Sallah, Tijan; Okonjo-Iweala, Ngozi (2003). Chinua Achebe: Teacher of Light, A Biography. Trenton, NJ: Africa World Press. ISBN 978-1-59221-031-2. LCCN 2002152037. OCLC 50919841. OL 3576773M.
- Okonjo-Iweala, Ngozi; Soludo, Charles Chukwuma; Muhtar, Mansur, biên tập (2003). The Debt Trap in Nigeria: Towards a Sustainable Debt Strategy. Trenton, NJ: Africa World Press. ISBN 9781592210015. LCCN 2002007778. OCLC 49875048. OL 12376413M.
- Okonjo-Iweala, Ngozi (2012). Reforming the Unreformable: Lessons from Nigeria. Cambridge: MIT Press. ISBN 978-0-262-01814-2. LCCN 2012008453. OCLC 878501895. OL 25238823M.
- Okonjo-Iweala, Ngozi (2018). Fighting Corruption Is Dangerous: The Story Behind the Headlines. Cambridge: MIT Press. ISBN 978-0-262-03801-0. LCCN 2017041524. OCLC 1003273241. OL 27372326M.[118]

### Các bài báo
- Okonjo-Iweala, Ngozi; Keller, Janeen Madan (ngày 19 tháng 1 năm 2016). "Shine a Light on the Gaps: Financial Inclusion Matters for Africa's Smallholder Farmers". Foreign Affairs. Bản gốc lưu trữ ngày 9 tháng 5 năm 2019.
- Okonjo-Iweala, Ngozi (2016). "Funding THE SDGs: Licit and Illicit Financial Flows From Developing Countries". Horizons: Journal of International Relations and Sustainable Development. Quyển 6. tr. 108–117. JSTOR 48573616.

### Hội đàm
- Okonjo-Iweala, Ngozi (tháng 3 năm 2007). Want to Help Africa? Do Business Here (TED Talk) (bằng tiếng Anh). Bản gốc lưu trữ ngày 17 tháng 2 năm 2021.
- Okonjo-Iweala, Ngozi (tháng 6 năm 2007). Aid versus trade (TED Talk) (bằng tiếng Anh). Bản gốc lưu trữ ngày 17 tháng 2 năm 2021.
- Okonjo-Iweala, Ngozi (ngày 10 tháng 1 năm 2014). Don't trivialise corruption, tackle it (TEDxEuston) (bằng tiếng Anh).

## Ảnh Okonjo-Iweala

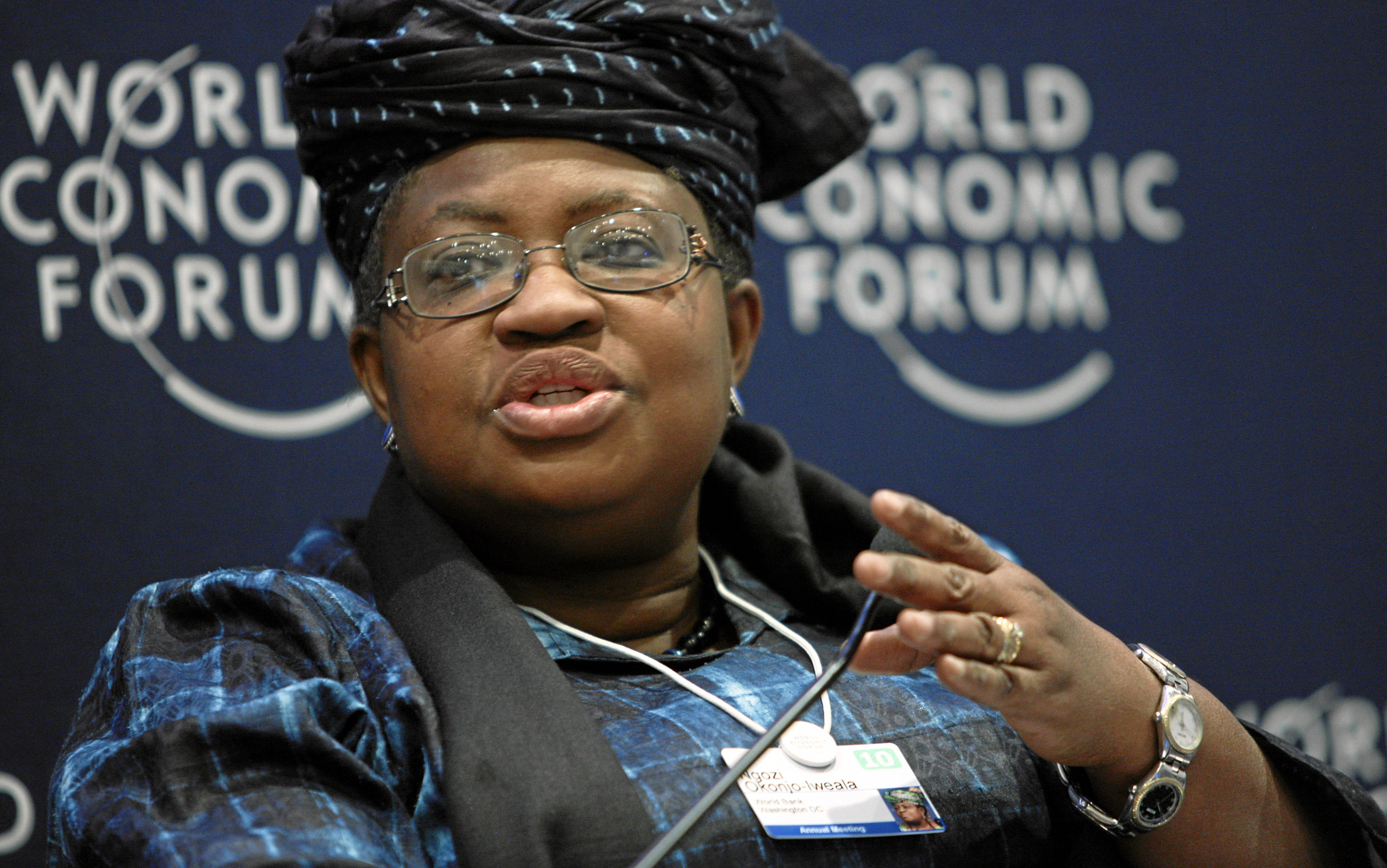
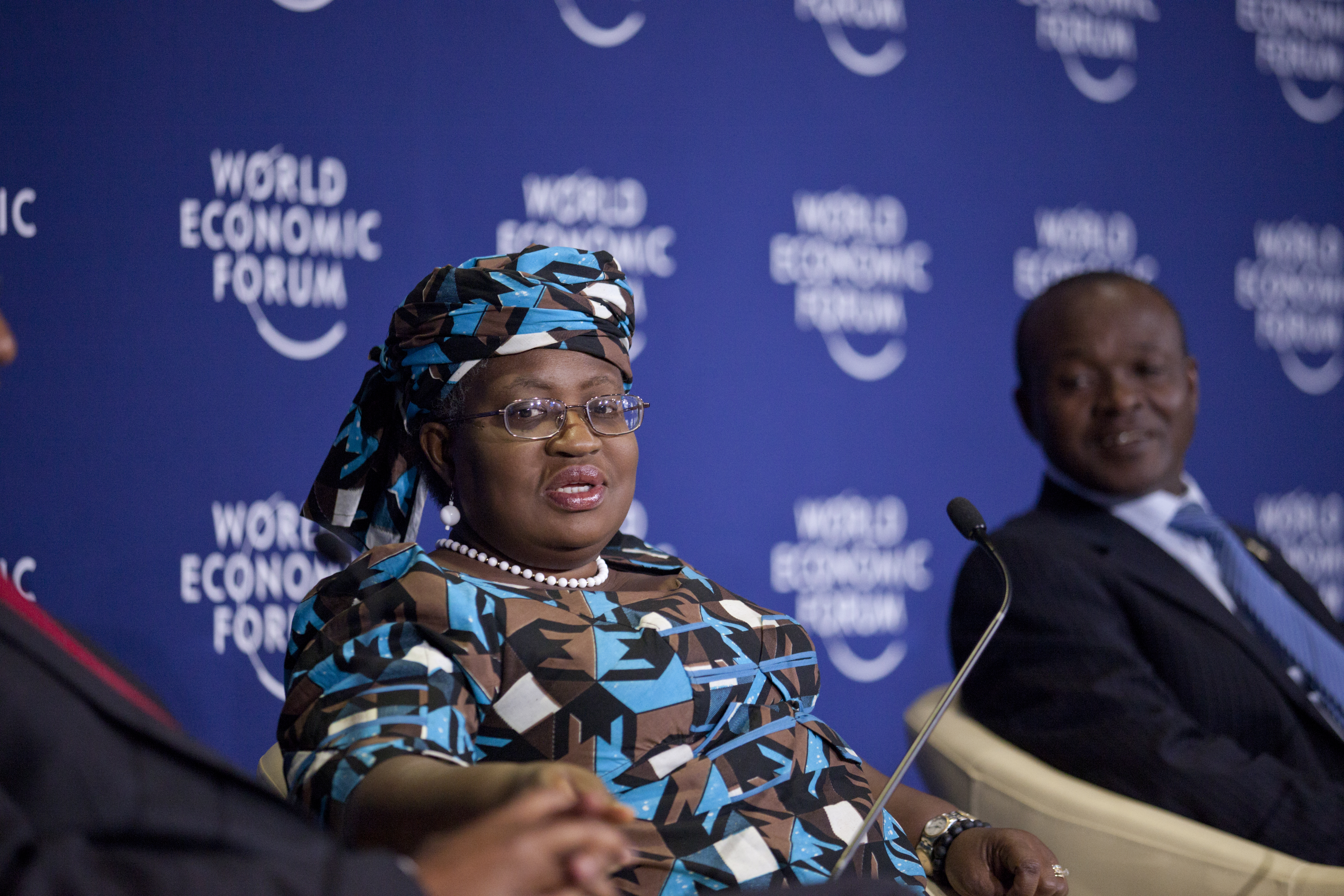
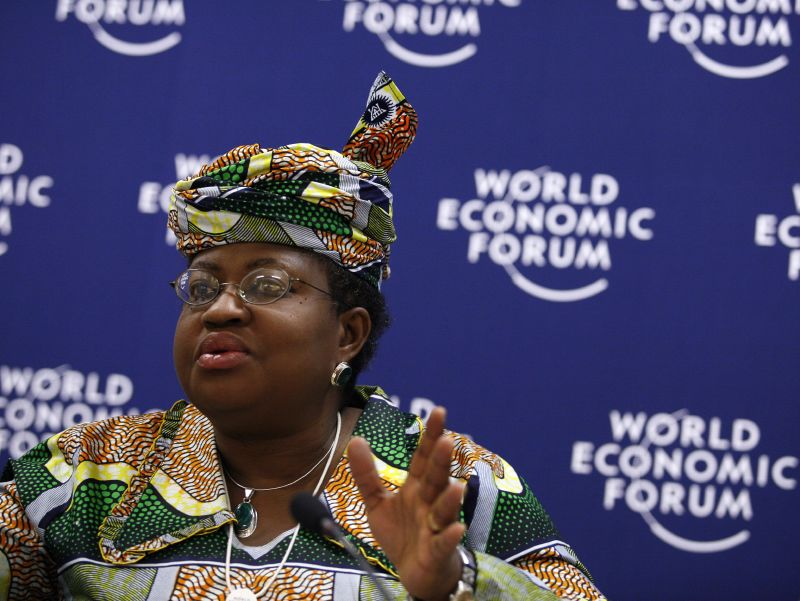
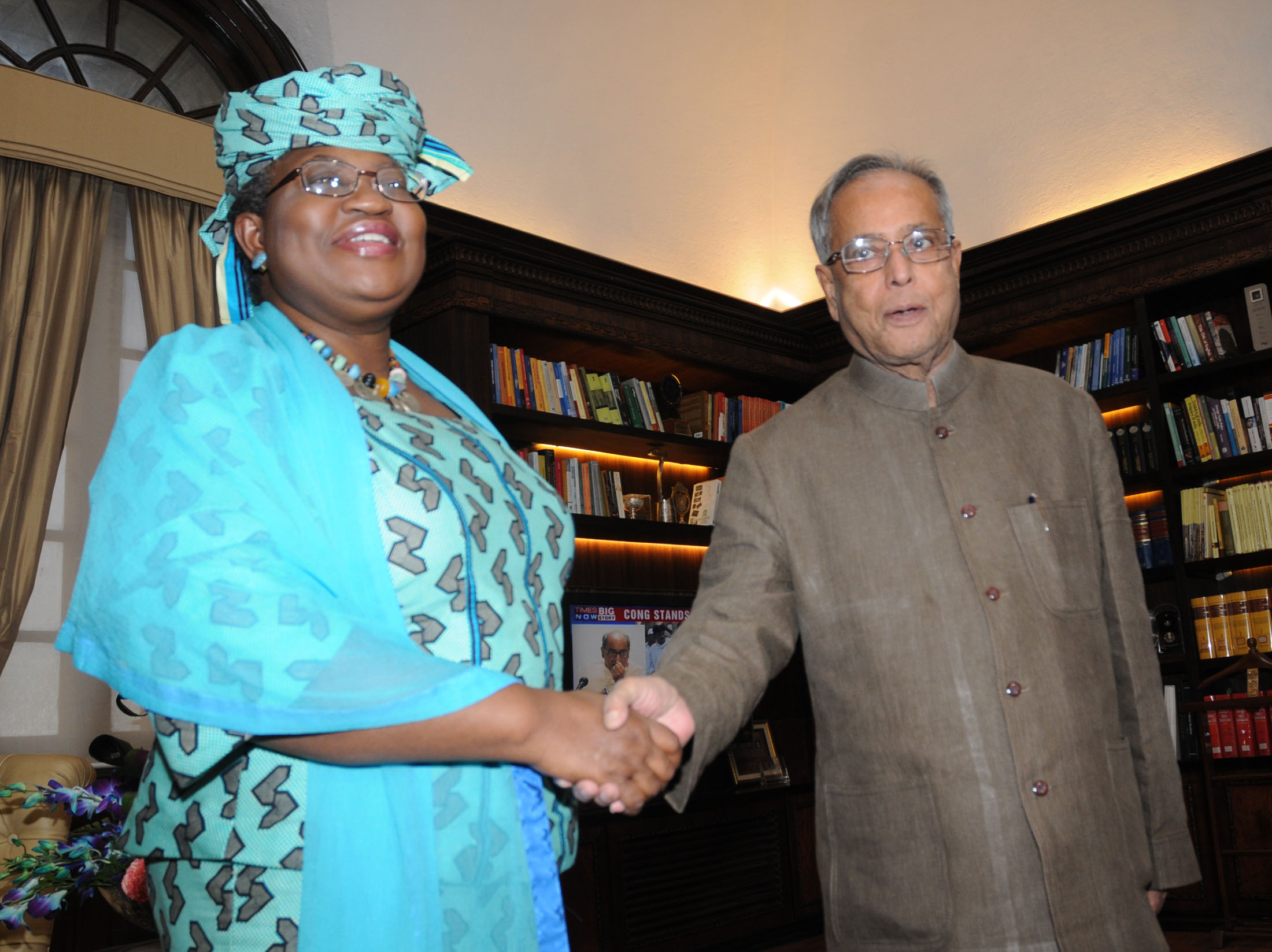
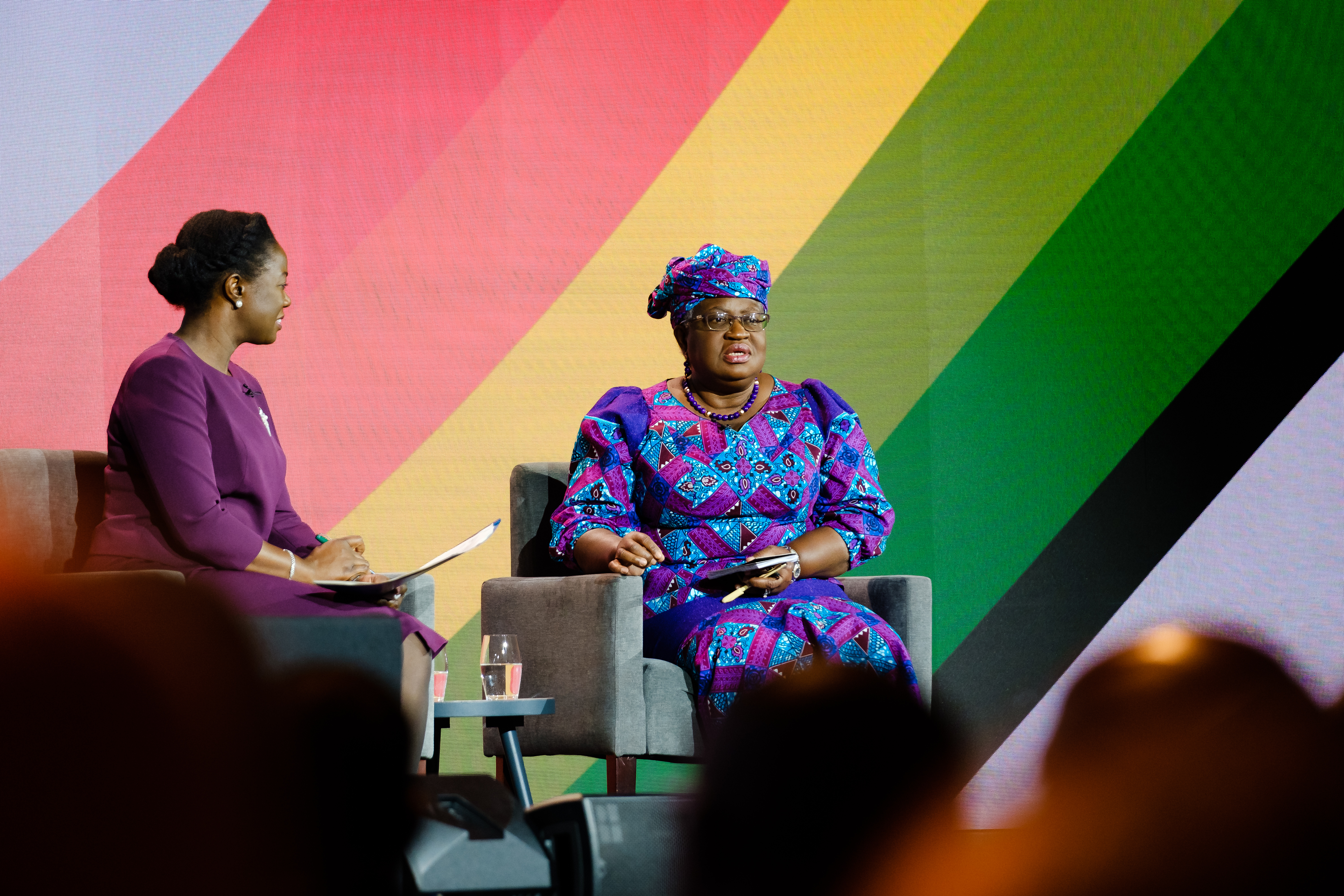
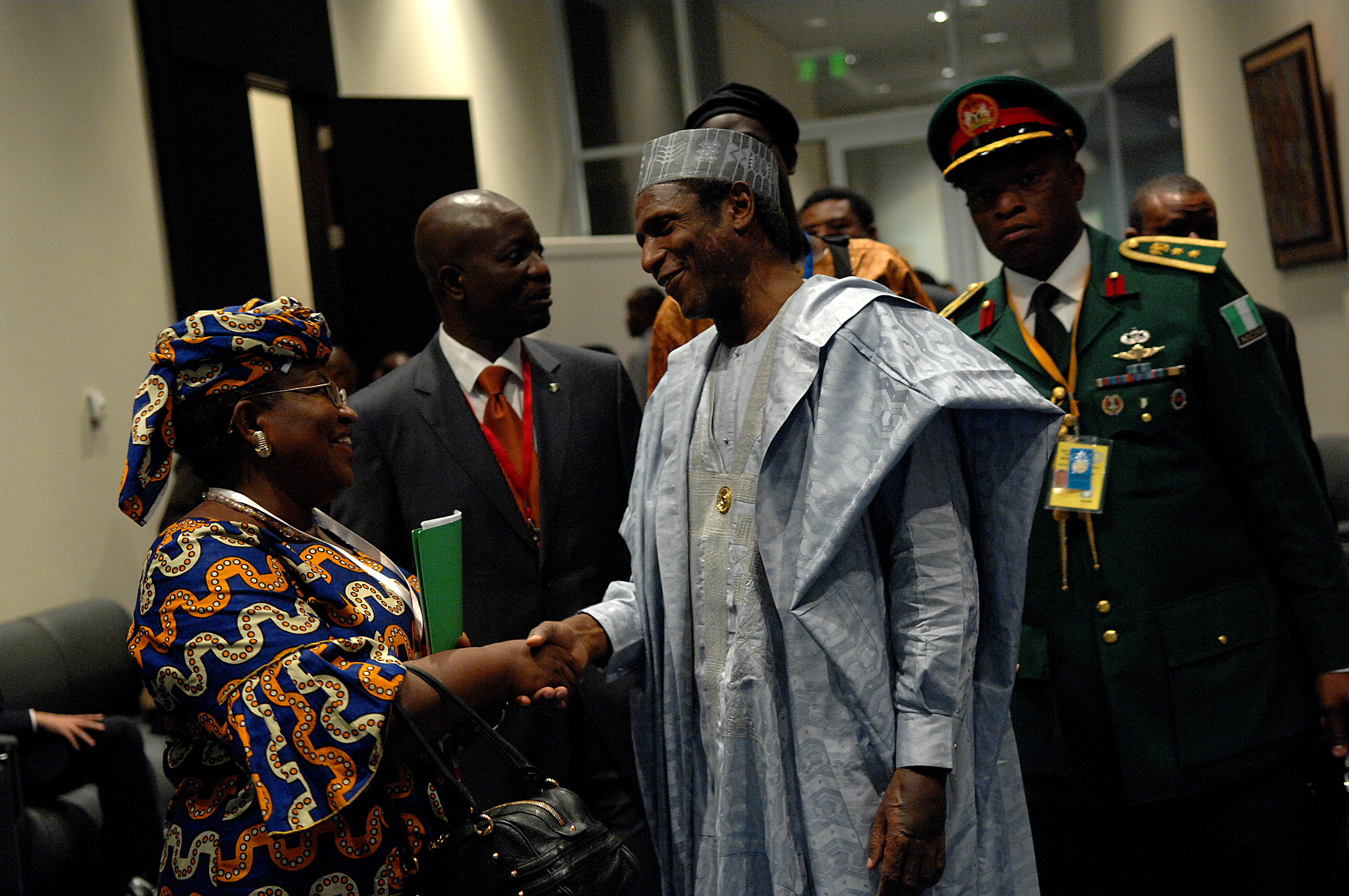
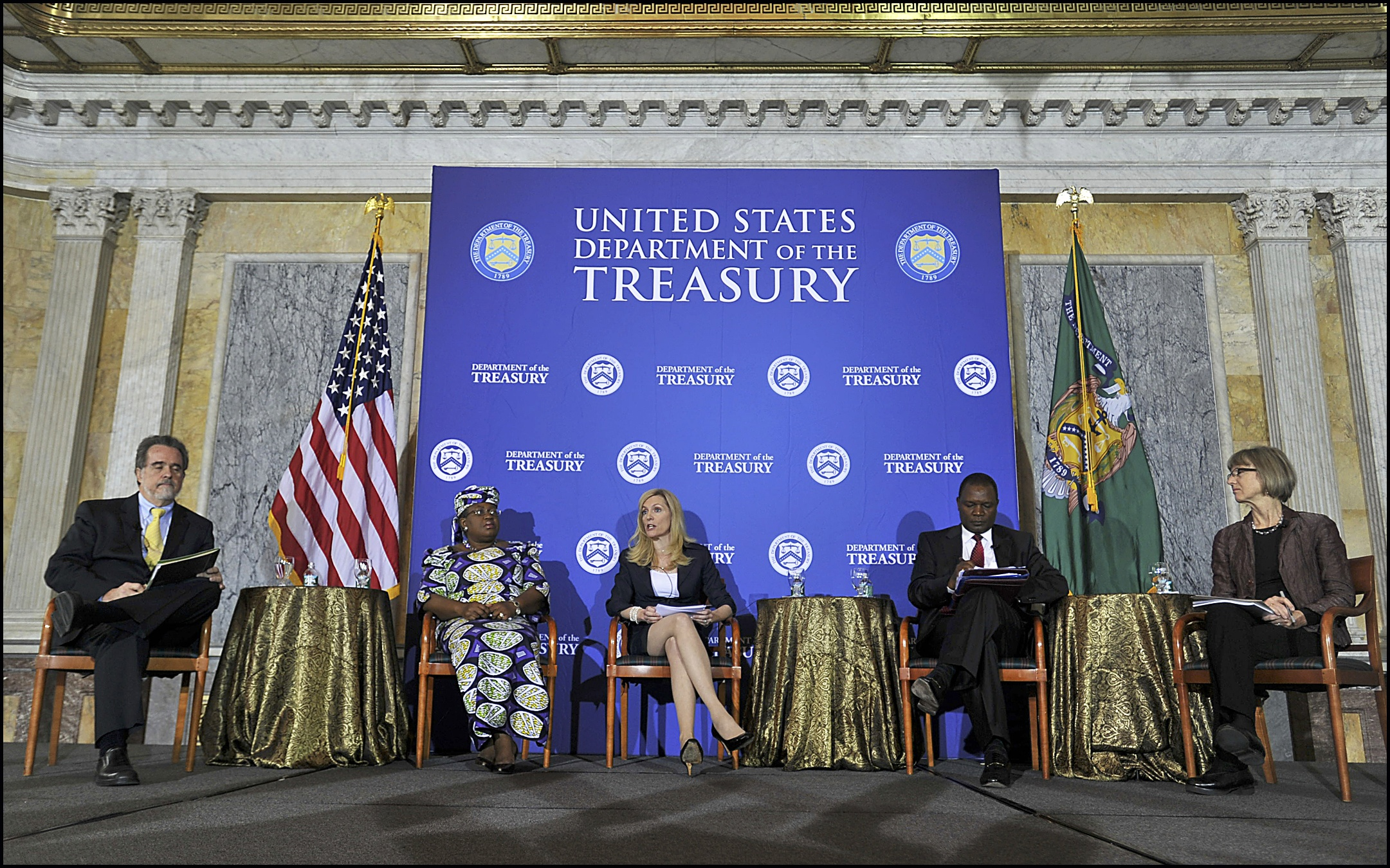
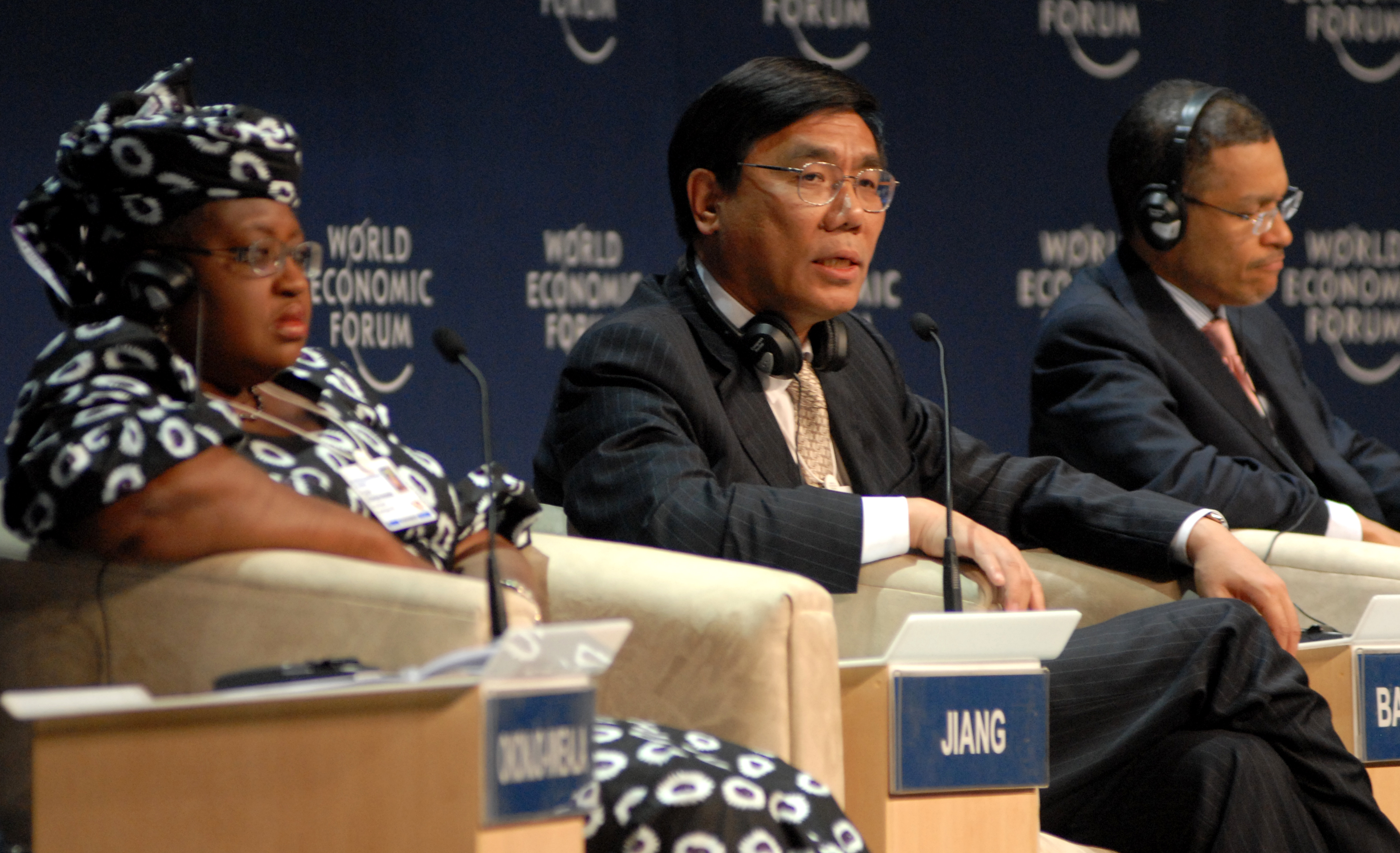
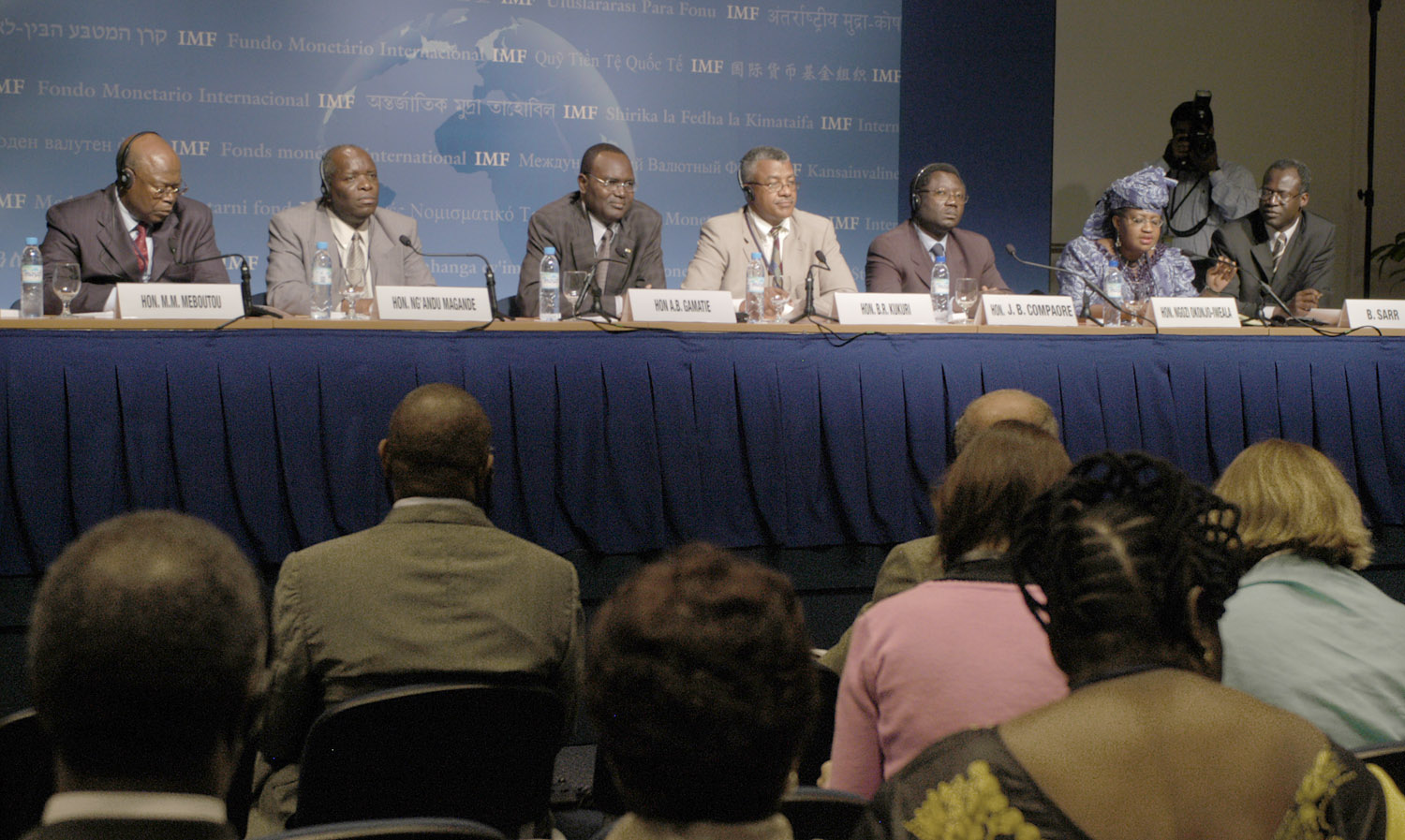